# Алекс Вілсон
Александер Вілсон (англ. Alexander Wilson, 29 жовтня 1933, Бук'є, Шотландія — 29 липня 2010, Форрес, Морей, Шотландія) — шотландський футболіст, що грав на позиції флангового (лівого або правого) захисника. Виступав, зокрема, за «Портсмут», а також національну збірну Шотландії.

## Клубна кар'єра
Вихованець команди рідного міста «Бук'є Роверс». Головна команду регіону, «Бакі Тізл» з Футбольної ліги Високогір'я, не змогла підписати Вілсона. По завершенні школи в 1949 році перейшов у «Портсмут», кольори якої і захищав протягом усієї своєї кар'єри гравця, що тривала цілих сімнадцять років. За підсумками сезону 1954/55 років разом з командою став бронзовим призером чемпіонату, пропустивши вперед лише «Челсі» та «Вулвергемптон». За підсумками сезону 1959 року «Портсмут» здобув лише 6 перемог та опустився в зону вильоту. У Другому дивізіоні також надового не затримався, понизившись у класі. З 1961 року разом з командою виступав у третьому дивізіоні англійського футболу. Став одним з гравців команди, яку зуміла повернутися на вищий щабель. 1962 року допоміг «Портсмуту» виграти третій дивізіон англійського чемпіонату. Загалом у команді провів 18 років. У 1967 році разом з партнером по команді Джонні Гордоном вирішив завершити кар'єру та залишити клуб, прощальними матчами у футболці «Портсмута» для Алекса були поєдинки проти «Арсеналу» та «Сток Сіті». Проте згодом вирішив продовжити кар'єру, захищав кольори «Челмсфорд Сіті». У 1968 році разом з командою виграв Південну футбольну лігу, проте до Футбольної ліги клуб не потрапив.

## Виступи за збірну
В рамках підготовки до фінальної частини чемпіонату світу 1954 року у Швейцарії зіграв у товариському поєдинку проти Фінляндії (на той час у футболці «Портсмута» зіграв лише 25 матчів чемпіонату). Незважаючи на потрапляння до списку з 22-х гравців збірної для поїздки до Швейцарії, шотландська збірна взяла на фінальну частину лише 13 гравців. Вілсон так і залишився вдома, разом з Боббі Комбом та Джорджем Гамільоном. 
Закінчивши кар'єру працював у різноманітних поліграфічних компаніях. Помер 29 липня 2010 року на 77-му році життя від хвороби Альцгеймера.

## Досягнення
«Портсмут»
- Перша ліга Англії
  -  Чемпіон (1): 1961/62